# Susilla
Susilla es una localidad del municipio de Valderredible (Cantabria, España). En el año 2024 contaba con una población de 26 habitantes (INE). Está localizada a 755 m s. n. m., y dista 16 km de la capital municipal, Polientes.

## Geografía
Situada en la carretera trasversal que une de oeste a este el territorio comprendido entre Quintanilla de las Torres (Palencia) y Ruerrero, se encuentra entre las últimas estribaciones de la cordillera cantábrica y el comienzo de la comarca de Las Loras en Burgos.
Se sitúa Susilla en un leve altonazo en el margen de la fértil vega formada por el río Mardancho antes de verter sus aguas al Ebro un poco más abajo, en Villanueva de la Nía. El pino de repoblación aparece por los montes de la parte norte, entremezclado con el sotobosque de roble. Más allá de las tierras de cultivo, hacia el sur, aflora la arenisca en el Monte de la Mesa y pos encima, se protege el valle mediante las elevaciones del páramo de La Lora.

## Patrimonio histórico

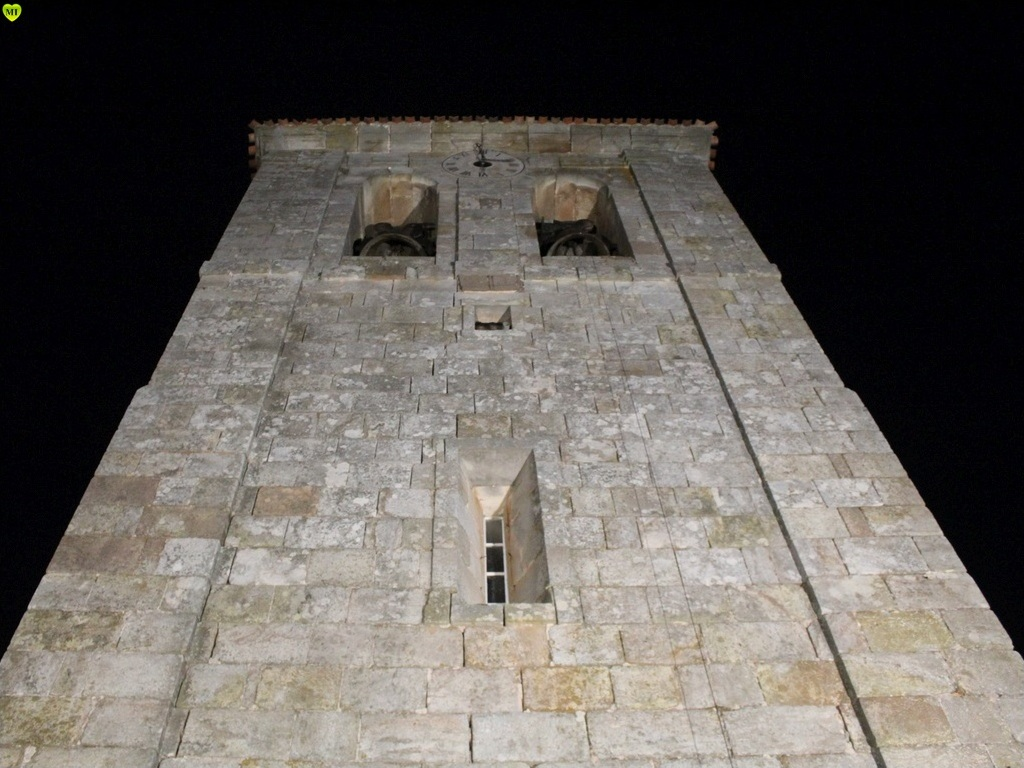
Torre de la iglesia de San Miguel

La iglesia de San Miguel presume de ser unos de los templos de mayores proporciones de todo el valle, hasta el punto de ser conocido popularmente con el sobrenombre de “la catedral del Valle”. Su aspecto majestuoso se debe, en parte, a la cabecera construida en el siglo XVI dentro de la estética del gótico final. Tiene planta poligonal con robustos contrafuertes escalonados necesarios para contrarrestar las presiones ejercidas por la bóveda estrellada del interior. En el siglo XVII, el templo se amplia por el norte y se levanta la torre, de traza herreriana, que contribuye aún más a la monumentalidad de la iglesia. En el interior se conserva un cristo gótico del siglo XIV y un buen retablo de entramado romanista del siglo XVI.
Distante solo 6 kilómetros de Santa María de Valverde, Susilla también posee una necrópolis rupestre situada junto a una ermita románica derruida que aún no ha sido objeto de investigación.

## Turismo
La localidad tiene una casa rural y una casa de visitas del siglo XVII.
La casa de visitas se conserva en su estado original, sin remodelaciones, lo que permite a los visitantes experimentar una visión auténtica de la vida pasada. En su interior, se exhiben objetos cotidianos y herramientas de labranza, proporcionando una comprensión más profunda de las prácticas y el estilo de vida de los habitantes de aquel entonces. Este enfoque en la preservación y presentación de artefactos históricos ofrece una valiosa perspectiva educativa sobre el patrimonio cultural y las tradiciones de Susilla.